# Nuoto ai XVI Giochi paralimpici estivi - Donne 100 metri stile libero
Le gare di nuoto 100 metri  stile libero donne ai XVI Giochi paralimpici estivi si sono svolte tra il 26 agosto e il 3 settembre 2021 presso il Tokyo Aquatics Centre. 

## Programma
Sono stati disputati 7 eventi, articolati in una serie di batterie di qualificazione in mattinata; la finale è stata disputata nel pomeriggio/sera del medesimo giorno.
| Evento | Data   | Data   | Data   | Data   | Data   | Data   | Data   | Data   | Data   | Data   | Data   | Data   | Data  | Data  | Data  | Data  | Data  | Data  |
| Evento | Gio 26 | Gio 26 | Ven 27 | Ven 27 | Sab 28 | Sab 28 | Dom 29 | Dom 29 | Lun 30 | Lun 30 | Mar 31 | Mar 31 | Mer 1 | Mer 1 | Gio 2 | Gio 2 | Ven 3 | Ven 3 |
| Evento | M      | P      | M      | P      | M      | P      | M      | P      | M      | P      | M      | P      | M     | P     | M     | P     | M     | P     |
| ------ | ------ | ------ | ------ | ------ | ------ | ------ | ------ | ------ | ------ | ------ | ------ | ------ | ----- | ----- | ----- | ----- | ----- | ----- |
| S3     |        |        |        |        |        |        |        |        | B      | F      |        |        |       |       |       |       |       |       |
| S5     | B      | F      |        |        |        |        |        |        |        |        |        |        |       |       |       |       |       |       |
| S7     |        |        |        |        |        |        |        |        |        |        | B      | F      |       |       |       |       |       |       |
| S9     |        |        |        |        |        |        |        |        |        |        | B      | F      |       |       |       |       |       |       |
| S10    |        |        |        |        | B      | F      |        |        |        |        |        |        |       |       |       |       |       |       |
| S11    |        |        |        |        |        |        |        |        |        |        |        |        |       |       |       |       | B     | F     |
| S12    |        |        |        |        |        |        |        |        |        |        | B      | F      |       |       |       |       |       |       |

| M | mattina | P | Pomeriggio/sera |

| B | Batterie di qualificazione | F | Finale per medaglia d'oro |

## Risultati
Tutti i tempi sono espressi in secondi. Di fianco al nome dell'atleta, tra parentesi, è indicata la classificazione in cui apparteneva, qualora differente da quella della competizione.

### S3
| Pos. | Atleta                      | Nazione       | Tempo   | Note           |
| ---- | --------------------------- | ------------- | ------- | -------------- |
|      | Arjola Trimi                | Italia        | 1:30,22 | Record europeo |
|      | Leanne Smith                | Stati Uniti   | 1:37,68 |                |
|      | Iuliia Shishova             | RPC           | 1:49,63 |                |
| 4    | Ellie Challis               | Gran Bretagna | 1:54,84 |                |
| 5    | Zoya Shchurova              | RPC           | 2:07,69 |                |
| 6    | Patricia Valle              | Messico       | 2:08,10 |                |
| 7    | Maiara Barreto              | Brasile       | 2:10,90 |                |
| 8    | Haidee Viviana Aceves Pérez | Messico       | 2:22,60 |                |

### S5
| Pos. | Atleta          | Nazione       | Tempo   | Note            |
| ---- | --------------- | ------------- | ------- | --------------- |
|      | Tully Kearney   | Gran Bretagna | 1:14,39 | Record mondiale |
|      | Zhang Li        | Cina          | 1:17,80 |                 |
|      | Monica Boggioni | Italia        | 1:22,43 |                 |
| 4    | Suzanna Hext    | Gran Bretagna | 1:22,49 |                 |
| 5    | Teresa Perales  | Spagna        | 1:23,31 |                 |
| 6    | Lu Dong         | Cina          | 1:23,34 |                 |
| 7    | Yao Cuan        | Cina          | 1:26,66 |                 |
| 8    | Joana Neves     | Brasile       | 1:27,62 |                 |

### S7
| Pos.             | Atleta                   | Nazione     | Tempo           | Note                                |
| ---------------- | ------------------------ | ----------- | --------------- | ----------------------------------- |
|                  | Giulia Terzi             | Italia      | 1:09,21         | Record paralimpico · Record europeo |
|                  | McKenzie Coan            | Stati Uniti | 1:10,22         |                                     |
|                  | Yelyzaveta Mereshko (S6) | Ucraina     | 1:11,07         | Record mondiale                     |
| Jiang Yuyan (S6) | Cina                     | 1:11,07     | Record mondiale |                                     |
| 5                | Mallory Weggemann        | Stati Uniti | 1:11,98         |                                     |
| 6                | Sabrina Duchesne         | Canada      | 1:14,55         |                                     |
| 7                | Ani Palian               | RPC         | 1:15,38         |                                     |
| 8                | Julia Gaffney            | Stati Uniti | 1:15,70         |                                     |

### S9
| Pos. | Atleta             | Nazione       | Tempo   | Note           |
| ---- | ------------------ | ------------- | ------- | -------------- |
|      | Sophie Pascoe      | Nuova Zelanda | 1:02,37 |                |
|      | Sarai Gascón       | Spagna        | 1:02,77 | Record europeo |
|      | Mariana Ribeiro    | Brasile       | 1:03,39 |                |
| 4    | Toni Shaw          | Gran Bretagna | 1:03,42 |                |
| 5    | Ellie Cole         | Australia     | 1:03,49 |                |
| 6    | Ashleigh McConnell | Australia     | 1:03,81 |                |
| 7    | Natalie Sims       | Stati Uniti   | 1:03,85 |                |
| 8    | Emily Beecroft     | Australia     | 1:04,47 |                |

### S10
| Pos. | Atleta                     | Nazione       | Tempo   | Note            |
| ---- | -------------------------- | ------------- | ------- | --------------- |
|      | Aurélie Rivard             | Canada        | 58,14   | Record mondiale |
|      | Chantalle Zijderveld       | Paesi Bassi   | 1:00,23 | Record europeo  |
|      | Lisa Kruger                | Paesi Bassi   | 1:00,68 |                 |
| 4    | Bianka Pap                 | Ungheria      | 1:00,80 |                 |
| 5    | Jasmine Greenwood          | Australia     | 1:01,18 |                 |
| 6    | María Paula Barrera Zapata | Colombia      | 1:01,38 |                 |
| 7    | Zara Mullooly              | Gran Bretagna | 1:01,71 |                 |
| 8    | Alessia Scortechini        | Italia        | 1:02,97 |                 |

### S11
| Pos. | Atleta                | Nazione     | Tempo   | Note                                 |
| ---- | --------------------- | ----------- | ------- | ------------------------------------ |
|      | Li Guizhi             | Cina        | 1:05,87 | Record paralimpico · Record asiatico |
|      | Liesette Bruinsma     | Paesi Bassi | 1:06,55 |                                      |
|      | Cai Liwen             | Cina        | 1:06,56 |                                      |
| 4    | Anastasia Pagonis     | Stati Uniti | 1:06,65 | Record panamericano                  |
| 5    | Anastasiia Shevchenko | RPC         | 1:10,22 |                                      |
| 6    | Maryna Piddubna       | Ucraina     | 1:10,27 |                                      |
| 7    | Sofiia Polikarpova    | RPC         | 1:11,52 |                                      |
| 8    | Tomomi Ishiura        | Giappone    | 1:13,80 |                                      |

### S12
| Pos. | Atleta                        | Nazione       | Tempo   | Note |
| ---- | ----------------------------- | ------------- | ------- | ---- |
|      | Maria Carolina Gomes Santiago | Brasile       | 59,01   |      |
|      | Daria Pikalova                | RPC           | 59,13   |      |
|      | Hannah Russell                | Gran Bretagna | 1:00,25 |      |
| 4    | Alessia Berra                 | Italia        | 1:00,68 |      |
| 5    | María Delgado Nadal           | Spagna        | 1:01,49 |      |
| 6    | Lucilene da Silva Sousa       | Brasile       | 1:02,42 |      |
| 7    | Belkis Dayanara Mota Echarry  | Venezuela     | 1:07,60 |      |
| 8    | Yaryna Matlo                  | Ucraina       | 1:07,78 |      |